# Parafia Matki Bożej Różańcowej w Bolesławcu
Parafia Matki Bożej Różańcowej w Bolesławcu – parafia rzymskokatolicka w dekanacie Bolesławiec Zachód w diecezji legnickiej.  Jej proboszczem jest ks. Jerzy Adamczewski. Obsługiwana przez księży diecezjalnych. Erygowana w 1972 roku.